# Huvudstarr
Huvudstarr (Carex capitata) är en flerårig gräslik växt inom släktet starrar och familjen halvgräs. Huvudstarr växter tätt tuvad och har rödbruna basala slidor, med strån ofta upprätta. De blekgörna smala bladen är kortare än ståna. De brungröna axen blir från sex till nio mm, är klotrunda och har några hanblommor i toppen. De gulbruna axfjällen blir cirka två mm, är äggrunda, trubbiga och har en hinnkantad spets. De blekgröna till gulbruna fruktgömmena blir från 3 till 3,5 mm, är släta och utan nerver, med en kort slät näbb. Huvudstarr blir från 10 till 40 cm hög och blommar från juni till juli.

## Utbredning
Huvudstarr är ganska sällsynt i Norden, men kan återfinnas på fuktig, kalkrik torvmark, såsom kalkkärr, våtkärr, klippor, hedar, stränder och bäckkanter. Dess utbredning i Norden sträcker sig till ej kustnära områden i norra Finland, norra och mellersta Sverige, Nordnorge och så gott som hela Island.
- Referens: Den nya nordiska floran ISBN 91-46-17584-9